# Duroc

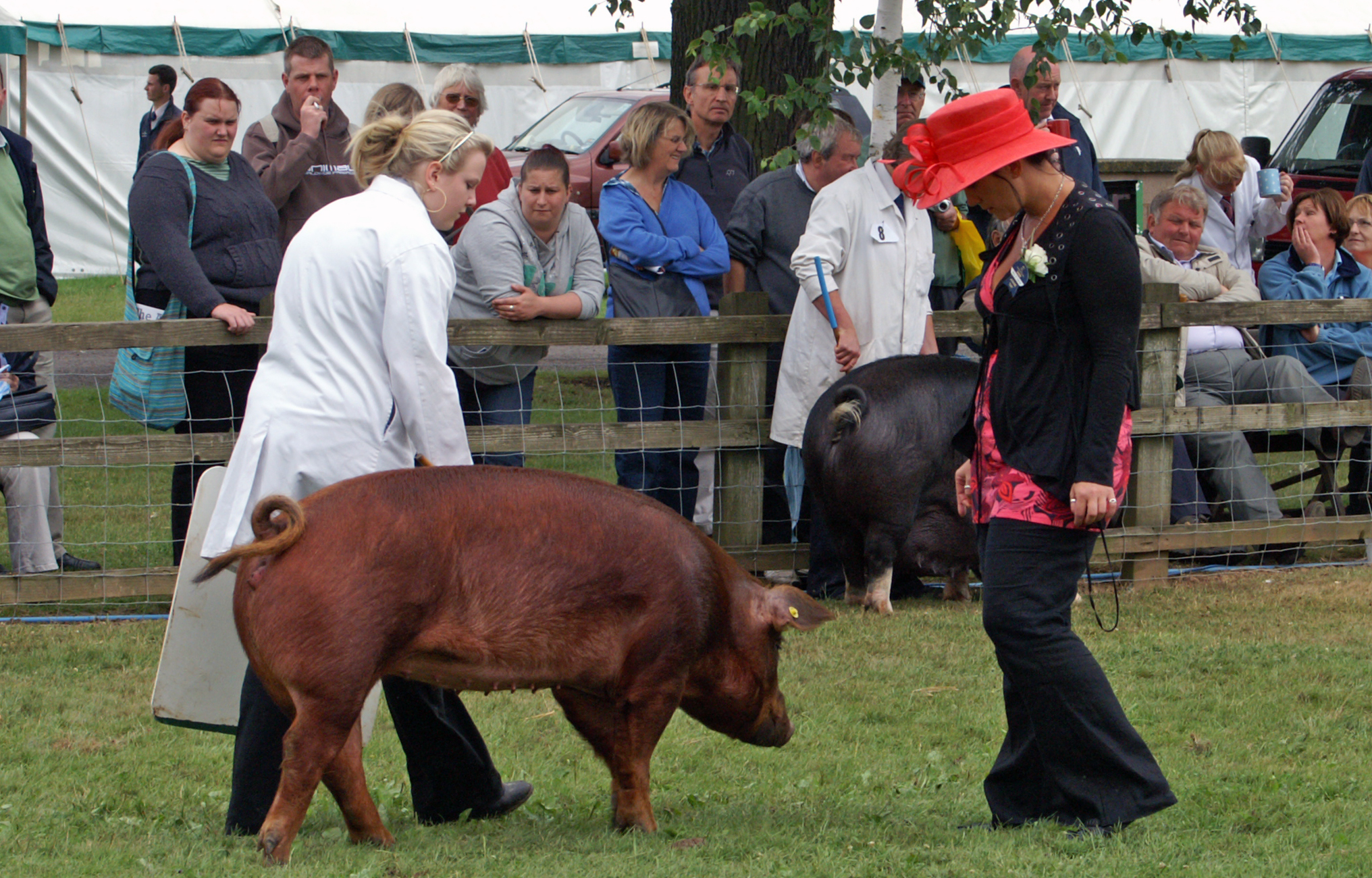
Um Duroc em apresentação na Inglaterra

O porco Duroc é uma antiga raça de porco doméstico. A raça foi desenvolvida nos Estados Unidos e formou a base para muitos suínos comerciais mestiços. Os porcos Duroc são marrom-avermelhados e amarelo-dourado, de estrutura grande, comprimento médio e musculosos, com orelhas parcialmente caídas. Eles tendem a ser um dos menos agressivos de todas as raças suínas criadas para carne.

## Origens e história
A raça, uma das várias linhagens de porcos vermelhos que se desenvolveram por volta de 1800 na Nova Inglaterra, originou-se na África. Uma teoria é que os porcos foram importados da costa da Guiné na África na época do tráfico de escravos. Outra sugestão é que a cor vermelha veio do Berkshire (porco)|porco Berkshire]] da Grã-Bretanha, uma raça que hoje é preta, mas naquela época era marrom ferrugem. Outra influência na raça pode ter sido quatro filhotes da Espanha e Portugal que foram importados por volta de 1837, mas não está claro se estes faziam parte da ancestralidade da raça.
Diz-se que a raça recebeu o nome de um garanhão pertencente a Harry Kelsey no estado de Nova York (anos 1820) ou que "a raça recebeu o nome de um cavalo de corrida e ele, por sua vez, recebeu o nome do assessor de Napoleão, general Christoph Duroc. . . ."
O Duroc moderno originou-se por volta de 1850 a partir de cruzamentos do Jersey Red e do Duroc mais antigo de Nova York. A raça começou a ser usada em shows por volta da década de 1950. Durocs são predominantemente mantidos por sua carne e são apreciados por sua resistência e crescimento muscular rápido, mas completo.
O primeiro porco a ter seu genoma sequenciado foi uma fêmea de Duroc chamada T.J. Tabasco.

## Características
Originalmente, o Duroc era um porco muito grande, mas não tão grande quanto o Jersey Red. Hoje, é uma raça de tamanho médio com um corpo moderadamente longo e um rosto levemente abaulado. As orelhas estão caídas e não são mantidas eretas. A cor é muitas vezes um marrom alaranjado, mas varia de um tom dourado claro a um vermelho mogno profundo. O peso de um macho maduro é de cerca de 882 libras (400 kg), e a fêmea é de cerca de 772 libras (350 kg).